# 5. децембар
5. децембар (5.12.) је 339. дан године по грегоријанском календару (340. у преступној години). До краја године има још 26 дана.

## Догађаји
- 1766 — Лондонска аукцијска кућа „Кристи“ одржала је прву аукцију.
- 1917 — Делегације Совјетске Русије и сила Осовине потписале су примирје у месту Брест-Литовску у Белорусији. Мировни уговор, којим је Русија била присиљена да се повуче из Финске, Летоније, Естоније, Литваније, Пољске и неких подручја Турске и да Немачкој плати ратну одштету од шест милијарди златних марака, потписан је 3. марта 1918.
- 1931 — Храм Христа Спаситеља у Москви је уништен по налогу Јосиф Стаљина.
- 1933 — Конгрес САД ратификовао је амандман 21. Устава САД којим је укинута прохибиција, уведена у јануару 1920. на основу 18. уставног амандмана.
- 1934 — Жене су у Турској добиле право гласа.
- 1945 — Ескадрила од 5 торпедних бомбардера TBF авенџер Америчке морнарице је нестало током вежбе у области данас позната као Бермудски троугао.
- 1946 — национализован САРТИД и преименован у Државна железара у Смедереву
- 1952 — Густа магла која је Лондон прекривала наредна четири дана узроковала смрт тровањем сумпор-диоксидом великог броја људи.
- 1952 — Основан Музеј Николе Тесле у Београду
- 1962 — САД и СССР су постигли договор о сарадњи у космичким истраживањима у мирољубиве сврхе.
- 1977 — Египат је прекинуо односе са Сиријом, Либијом, Алжиром, Ираком и Јужним Јеменом, арапским земљама које су се успротивиле започетом мировном процесу између Египта и Израела.
- 1978 — У Ирану је избио талас протеста, који су против шаха Резе Пахлавија подстакле исламске верске вође. Производња нафте је, због штрајкова, смањена готово на половину.
- 1993 — Градоначелник Беча Хелмут Цилк рањен је у својој кући у експлозији писма-бомбе. То је било пето писмо-бомба послато у току три дана новинарима, свештеницима и другим особама које су имале неку везу са имигрантском групацијом у Аустрији.
- 1995 —
  - Чланице НАТО-а одобриле су упућивање 60.000 војника у Босну ради очувања мира постигнутог Дејтонским споразумом. Највећа операција савеза од његовог оснивања 1949. спроведена је под називом „Заједнички подухват“.
  - Армија Шри Ланке заузела је Џафну, град на истоименом полуострву, који је пет година био главно упориште тамилских побуњеника.
- 2001 — Авганистанске вође договориле су се о формирању пост-талибанске владе, коју ће предводити Паштун Хамид Карзај.
- 2006 — Телеком Србија купио 65% државног капитала Телекома Српске за 646 милиона евра, чиме је за 179 милиона евра надмашио понуду Телекома Аустрија. Уговор о купопродаји потписан је 19. јануара 2007.

## Рођења
- 1443 — Папа Јулије II. (прем. 1513)[1]
- 1782 — Мартин ван Бјурен, амерички политичар, 8. председник САД. (прем. 1862)[2]
- 1859 — Џон Џелико, британски адмирал и државник. (прем. 1935)[3]
- 1867 — Јозеф Пилсудски, пољски државник и маршал. (прем. 1935)[4]
- 1890 — Фриц Ланг, аустријско-немачко-амерички редитељ, сценариста, продуцент и глумац. (прем. 1976)[5]
- 1898 — Грејс Мур, америчка оперска певачица и глумица. (прем. 1947)[6]
- 1901 — Волт Дизни, амерички продуцент, редитељ, сценариста и аниматор, познат као творац цртаног филма. (прем. 1966)[7]
- 1901 — Вернер Хајзенберг, немачки физичар, добитник Нобелове награде за физику (1932). (прем. 1976)[8]
- 1903 — Сесил Френк Пауел, енглески физичар, добитник Нобелове награде за физику (1950). (прем. 1969)[9]
- 1932 — Шелдон Ли Глашоу, амерички физичар, добитник Нобелове награде за физику (1979).[10]
- 1932 — Литл Ричард, амерички музичар. (прем. 2020)[11]
- 1933 — Бранко Радовић, југословенски кошаркаш и кошаркашки тренер. (прем. 1993)[12]
- 1938 — Џеј-Џеј Кејл, амерички музичар, најпознатији као гитариста. (прем. 2013)[13]
- 1944 — Јерун Крабе, холандски глумац.
- 1946 — Хосе Карерас, шпански оперски певач.[14]
- 1956 — Клаус Алофс, немачки фудбалер.
- 1965 — Слађан Шћеповић, српски фудбалер и фубалски тренер.[15]
- 1966 — Патрисија Кас, француска музичарка и глумица.[16]
- 1967 — Кнез, црногорски музичар.[17]
- 1975 — Рони О’Саливан, енглески играч снукера.[18]
- 1979 — Матео Ферари, италијански фудбалер.[19]
- 1980 — Кристина Раденковић, српска глумица и ТВ водитељка.
- 1982 — Марија Омаљев Грбић, хрватска глумица.[20]
- 1982 — Кери Хилсон, америчка музичарка и глумица.[21]
- 1984 — Роко Лени Укић, хрватски кошаркаш.[22]
- 1985 — Андре Пјер Жињак, француски фудбалер.[23]
- 1985 — Џош Смит, амерички кошаркаш.[24]
- 1988 — Миралем Сулејмани, српски фудбалер.[25][26]
- 1991 — Кристијан Јелич, америчко-српски играч бејзбола.[27][28]
- 1993 — Рос Баркли, енглески фудбалер.
- 1993 — Маркус Ериксон, шведски кошаркаш.[29][30]
- 1995 — Антони Марсијал, француски фудбалер.[31]
- 1998 — Сол Јонгву, јужнокорејски фудбалер.
- 1999 — Вивијана дел Анхел, мексичка скакачица у воду.[32]
- 2000 — Жељко Гаврић, српски фудбалер.[33][34][35]
- 2000 — Урош Трифуновић, српски кошаркаш.[30]

## Смрти
- 1791 — Волфганг Амадеус Моцарт, аустријски композитор. (* 1756)[36]
- 1870 — Александар Дима Отац, француски писац. (* 1802)[37]
- 1926 — Клод Моне, француски сликар. (* 1840)[38]
- 1940 — Јан Кубелик, чешки виолиниста и композитор. (* 1880)[39]
- 1963 — Карл Амадеус Хартман, немачки композитор. (рођ. 1905)[40]
- 1967 — Милош Н. Ђурић је био српски класични филолог, хелениста, професор, филозоф, преводилац, редовни члан Српске академије наука и уметности. (* 1892)[41]
- 2009 — Гордана Ковачевић, југословенска и српска репрезентативка у кошарци. (* 1974)[42]
- 1993 — Милан Ђоковић, српски и југословенски књижевник, новинар, драмски писац, преводилац. (рођ. 1908)[43]
- 2013 — Нелсон Мандела, јужноафрички политичар. (* 1918)[44]
- 2021 — Стеван Јеловац, српски кошаркаш. (* 1989)

## Празници и дани сећања
- Српска православна црква данас прославља
  - Свети апостоли Филимон, Апфија и Архип
- У свету се обележава:
  - Светски дан волонтера